# Melicytus lanceolatus
Melicytus lanceolatus, comúnmente llamado māhoe de hojas estrechas o māhoe-wao, es un pequeño árbol de la familia Violaceae, endémico de Nueva Zelanda.
El māhoe de hojas estrechas es un arbusto esbelto o árbol pequeño con hojas largas y delgadas, con borde dentado. Sus flores son de color amarillo, pero puede ser de color rojo/marrón, y también produce una fruta púrpura.
En esta especie vive la especie endémica de polilla de Nueva Zelanda, Austramathes purpurea.